# Gorzesław
Gorzesław (deutsch Korschlitz) ist ein Dorf in Niederschlesien. Der Ort liegt in der Gmina Bierutów im Powiat Oleśnicki in der polnischen Woiwodschaft Niederschlesien.

## Geographie

### Geographische Lage
Das Angerdorf Gorzesław liegt sechs Kilometer nördlich des Gemeindesitzes Bierutów (Bernstadt an der Weide) sowie 14 Kilometer südöstlich der Kreisstadt Oleśnica (Oels) und 55 Kilometer östlich der Woiwodschaftshauptstadt Breslau. Der Ort liegt in der Nizina Śląska (Schlesische Tiefebene) innerhalb der Równina Oleśnicka (Oelser Ebene).

### Nachbarorte
Nachbarorte von Gorzesław sind im Westen Strzałkowa (Schützendorf), Nordosten Wabienice (Wabnitz), im Südosten Bukowie (Buchwald) und im Südwesten Solniki Małe (Klein Zöllnig).

## Geschichte

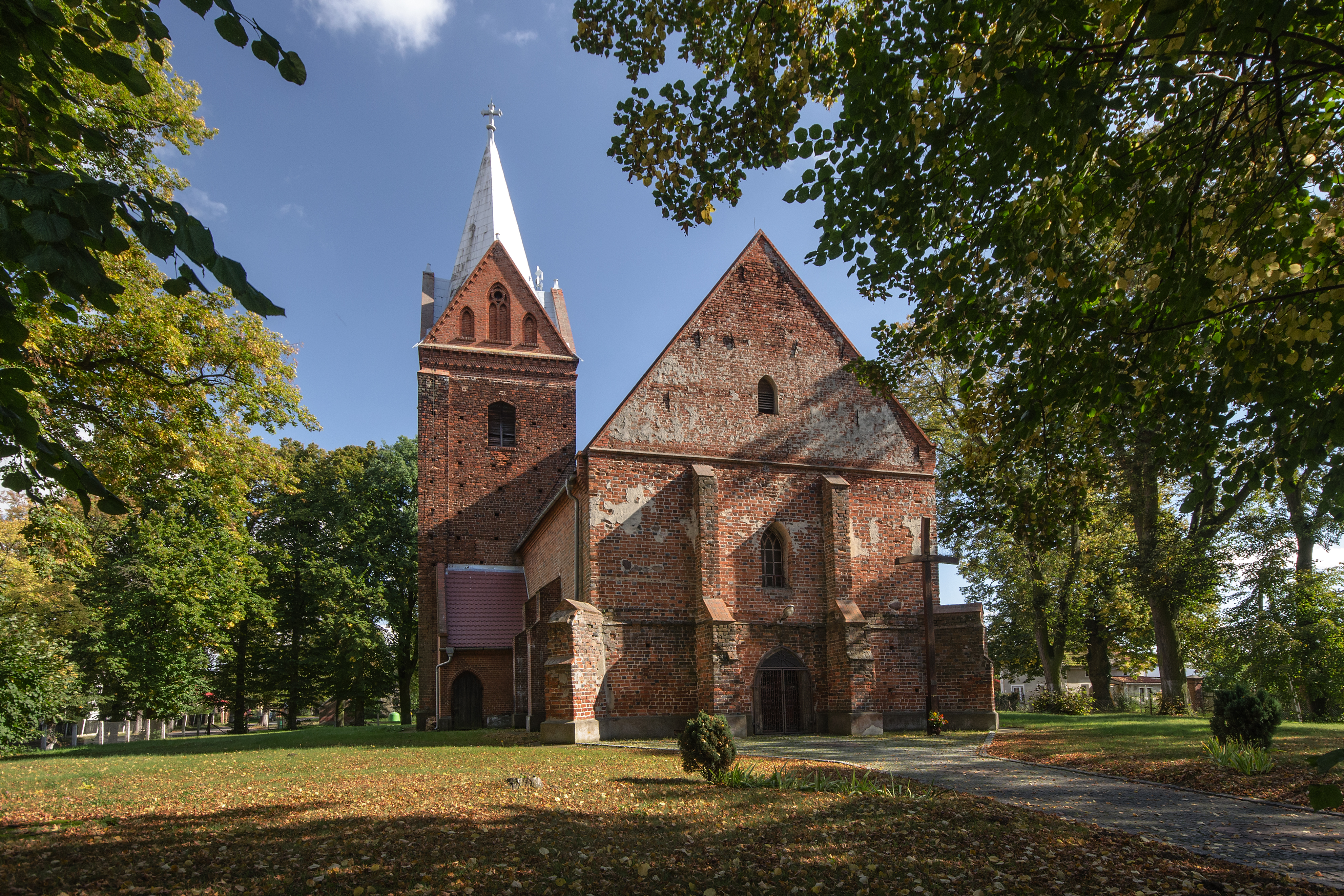
Kirche Unserer Lieben Frau vom Skapulier

Das Dorf besteht bereits seit dem 12. Jahrhundert. Eine Kirche im Ort wurde 1376 erwähtn.
Nach dem Ersten Schlesischen Krieg 1742 fiel Korschlitz zusammen mit dem größten Teil Schlesiens an Preußen.
Nach der Neugliederung Preußens gehörte die Landgemeinde Korschlitz ab 1815 zur Provinz Schlesien und war ab 1816 dem Landkreis Oels eingegliedert. 1874 wurde der Amtsbezirk Korschlitz gegründet, welcher die Landgemeinden Korschlitz und Schützendorf und die Gutsbezirke Korschlitz und Schützendorf umfasste. Erster Amtsvorsteher war der Herzogl. Oberamtmann Scholtz in Korschlitz. 1885 zählte der Ort 495 Einwohner.
1933 zählte der Ort 479, 1939 wiederum 439 Einwohner. Bis 1945 befand sich der Ort im Landkreis Oels.
Als Folge des Zweiten Weltkriegs fiel Korschlitz wie fast ganz Schlesien 1945 an Polen, wurde in Gorzesław umbenannt und der Woiwodschaft Breslau angegliedert. Die deutsche Bevölkerung wurde, soweit sie nicht vorher geflohen war, weitgehend vertrieben. Die neu angesiedelten Bewohner waren zum Teil Heimatvertriebene aus Ostpolen. 1999 kam der Ort zum Powiat Oleśnicki in der Woiwodschaft Niederschlesien.

## Sehenswürdigkeiten
- Die römisch-katholische Kirche Unserer Lieben Frau vom Skapulier (poln. Kościół Matki Boskiej Szkaplerznej), ehemals eine evangelische Pfarrkirche  wurde 1376 erstmals erwähnt.[5] Chor und Turm wurden in der ersten Hälfte, das Langhaus in der zweiten Hälfte des 14. Jahrhunderts gebaut. Es ist eine gotische Backstein-Saalkirche mit neugotischen Elementen. Der spätbarocke Altar entstand um 1720.[6]
- Neben der Kirche steht auf dem ehemaligen Friedhof die 1840 errichtete Grabkapelle der Familie von Paczenski Tenczin.[7]
- Der Park aus der Mitte des 19. Jahrhunderts ist ein Überbleibsel der ehemaligen Gutsanlage.

## Vereine
- Freiwillige Feuerwehr OSP Gorzesław